# Axel Moustache
Axel Moustache (* 6. August 1981 in Bukarest)  ist ein Schauspieler rumänischer Herkunft.

## Leben
Moustache studierte von 2000 bis 2004 an der Nationaluniversität der Theater- und Filmkunst „Ion Luca Caragiale“ in Bukarest und anschließend bis 2007 in der Masterclass des The Acting Corps in Los Angeles.
Moustache, der seit der Kindheit auch Deutsch gelernt hat, spielt in rumänischen, deutschen und internationalen Produktionen. Er hat auch Erfahrung in (Improvisations-)Theater und Pantomime.
Er spielt im Film, Fernsehen und Theater. Bekannt ist er für die Hauptrollen in Der geköpfte Hahn (2007) und Zielfahnder – Flucht in die Karpaten (2016).

## Filmografie (Auswahl)
- 2007: Der geköpfte Hahn (Cocosul decapitat)
- 2016: Zielfahnder – Flucht in die Karpaten
- 2018: SOKO München – Machtlos
- 2018: Polizeiruf 110 – Das Gespenst der Freiheit
- 2018: Einstein (Fernsehserie, 1 Folge)
- 2018: Toni, männlich, Hebamme – Allein unter Frauen
- 2018: Getrieben
- 2019: Der Fall Collini
- 2019: München Mord: Die Unterirdischen
- 2021: Der Alte: Verspottung
- 2021: Bekenntnisse des Hochstaplers Felix Krull
- 2022: Der Feind meines Feindes (Fernsehfilm)
- 2024: Marie fängt Feuer – Aufbruch ins Ungewisse
- 2024: Die Ermittlung

## Auszeichnungen
- 2007: Undine Award (nominiert)
- 2007: Awaited Generation Award (gewonnen)